# 埃德米斯頓 (紐約州普查規定居民點)
埃德米斯頓（英語：Edmeston）是位於美國紐約州奧齊戈縣的普查規定居民點。

## 人口
根據2020年美國人口普查的數據，埃德米斯頓的面積為11.25平方千米，皆為陸地。當地共有人口592人，而人口密度為每平方千米52.62人。